# Stenella aucklandica
Stenella aucklandica är en svampart som beskrevs av U. Braun & C.F. Hill 2003. Stenella aucklandica ingår i släktet Stenella, och familjen Mycosphaerellaceae. Inga underarter finns listade i Catalogue of Life.